# Megumi Odaka
Megumi Odaka (小高恵美 Odaka Megumi?) es una ex idol, actriz y cantante japonesa. Es conocida por el papel de Miki Saegusa en cinco películas de Godzilla de 1989 a 1995. 

## Biografía
Megumi Odaka nació el 9 de mayo de 1972 en Yokohama, Kanagawa, Japón . Se graduó de la Escuela Secundaria Horikoshi. Odaka es la sobrina de la actriz Mayumi Shimizu. Mientras estaba en la secundaria, Odaka sufría una enfermedad estomacal y presión arterial baja. 
Después de ganar la "Toho Cinderella Audition" (東宝「シンデレラ」オーディション Tōhō Shinderera Ōdishon?) en 1987, donde tuvo lugar con el ganador de 1984 Yasuko Sawaguchi, Odaka hizo su debut cinematográfico como la niña ciega Akeno en la película Taketori monogatari. Al año siguiente, ganó un Premio de la Academia Japonesa por "Novato del Año" por su actuación en esta película. En 1988, protagonizó la serie de televisión Hana no Asuka-gumi! como Asuka Kuraku junto con Natsuki Ozawa y Hikari Ishida, basada en una serie de manga sobre una niña delincuente de 14 años. 

### Serie Godzilla
Después de interpretar papeles en varias series de televisión, Odaka consiguió el papel de Miki Saegusa en Godzilla vs. Biollante en 1989 (aunque la historia de fondo de su personaje se introdujo por primera vez en la adaptación del manga del reinicio de 1984). Toho quedó impresionada con sus habilidades de actuación y repitió su papel en la siguiente entrega y el resto de la serie Heisei. Antes de asumir el papel, Odaka nunca había visto una película de Godzilla, y al principio temía por el traje de Godzilla hasta que se hizo amiga del intérprete de traje Kenpachiro Satsuma.
Odaka fue uno de los pocos actores que desempeñó el mismo papel en más de una película original japonesa de Godzilla (Takashi Shimura interpretó al Dr. Kyouhei Yamane en las dos primeras películas, Yumiko Shaku interpretó a Akane Yashiro en Godzilla x Mechagodzilla y regresó brevemente para su secuela Godzilla x Mothra x Mechagodzilla: Tokyo S.O.S., y finalmente Momoko Kochi, que interpretó a Emiko Yamane en la película original de Godzilla de 1954, repitió su papel en un cameo en Godzilla vs. Destroyah). 

### Carrera musical
Odaka también tuvo una corta carrera como cantante de 1988 a 1991, que generó seis sencillos y dos álbumes, Milky Cotton (1988) y Powder Snow (1989). También actuó en varias producciones escénicas como "Anne no aijou" en 1991, "Kiki's Delivery Service" en 1995, "Peter Pan" en 1996 y "Yana no ue no Violin-jiki" en 1994, 1996 y 1998. 

### Retiro
En 2000, Odaka rechazó un papel en una adaptación teatral de Fénix en el Osaka Shochikuza debido a sus enfermedades. Luego dejó a Toho y anunció su retiro. 
No se supo nada de Odak hasta el 25 de septiembre de 2010, cuando grabó un mensaje para la Giant Monster Summit 12 (大怪獣サミット12 Dai-kaijū Samitto Jū-ni?). Desde su retiro, tomó varios trabajos, como trabajo de oficina y venta de cosméticos. 

## Vida personal
Odaka está casada con el actor y director Akihiro Ugajin (宇賀神明広 Ugajin Akihiro?)  . Desde 2012, Odaka ha participado como actriz y asistente de dirección en la clase de teatro U-Gakkyū (ウ学級?)  . 

## Filmografía

### Películas
- Taketori monogatari (1987)
- Godzilla tai Biollante (1989)
- Gogeza Monogatari (1991)
- Godzilla vs. King Ghidorah (1991)
- Godzilla vs. King Mothra (1992)
- Godzilla vs. Mechagodzilla II (1993)
- Aoki Densetsu Shoot! (1994)
- Godzilla vs. SpaceGodzilla (1994)
- Godzilla vs. Destoroyah (1995)

### Televisión
- Hana no Asuka-gumi! (1988)
- Seishun Kazoku (1989)
- Hey! Agari Icchou (1989)
- Ikenai Joshikou Monogatari (1990)
- Gekai Arimori Saeko (1990) (Episodio 5)
- Genji Monogatari ue no Makishita no kan (1990)
- Anata Dake Mienai (1992)
- Yonimo Kimyouna Monogatari - Haru no Tokubetsu-hen (1992)
- Ude ni Oboe ari 2 (1992) (Episodio 5)
- Oushin Doctor Jiken no Karte (1992) (Episodio 9)
- Kaseifu wa Mita! (1992) (Episodio 11)
- Furuhata Ninzaburō (1996) (2.ª temporada - Episodio 14)
- Samurai Tantei Jiken (1997) (Episodio 14)
- Hakui no Futari (1998)
- Hamidashi Keiji Jounetsu kei (2000) (4.ª serie - Episodio 17)